# Rappahannock (rivière de Nouvelle-Zélande)
La rivière Rappahannock  (en anglais : Rappahannock River) est un cours d’eau de la région de Tasman dans l’Île du Sud de la Nouvelle-Zélande.

## Géographie
Elle s’écoule de façon prédominante vers le nord à partir de sa source à l‘Est de la ville de Maruia, atteignant la rivière Warwick à cinq kilomètres de l’endroit où cette dernière se jette dans la rivière Maruia.